# Kaitiaki
Kaitiaki es un término de Nueva Zelanda utilizado para el concepto maorí de tutela, para el cielo, el mar y la tierra. Un kaitiaki es un tutor, y el proceso y las prácticas de protección y cuidado del medio ambiente se conocen como kaitiakitanga.

## Kaitiakitanga
El sistema de gestión ambiental maorí de larga fecha es holístico. Es un sistema que garantiza la paz en el medio ambiente, proporciona un proceso así como evita las intrusiones que causan desequilibrios permanentes y protege contra el daño ambiental. Kaitiakitanga es un concepto que tiene «raíces profundamente arraigadas en el complejo código de tikanga».  Es una noción amplia que incluye las siguientes ideas: tutela, cuidado, gestión inteligente. Sin embargo, mientras que kaitiakitanga es un enfoque proactivo y preventivo para gestión ambiental, este sistema de gestión tradicional no siempre ha tenido la oportunidad de abordar la degradación ambiental a gran escala.

### Concepto
Tradicionalmente, todos los maoríes remontan su ascendencia al principio de la existencia, la única entidad que se convirtió en Rangi y Papa. Ranginui se convirtió en el cielo y Papatūānuku en la madre tierra, con sus hijos tomando la forma de los diversos elementos físicos de los que finalmente emergieron los humanos. Esta genealogía es un vínculo entre los seres humanos y el resto del mundo físico «inmutable e inseparable». Papatūānuku, encarnado en la forma física de la tierra, continúa brindando sustento a todos. En consecuencia, los maoríes leen más en la interpretación de kaitiakitanga que únicamente en el significado superficial de las palabras traducidas al inglés.

### Legislación

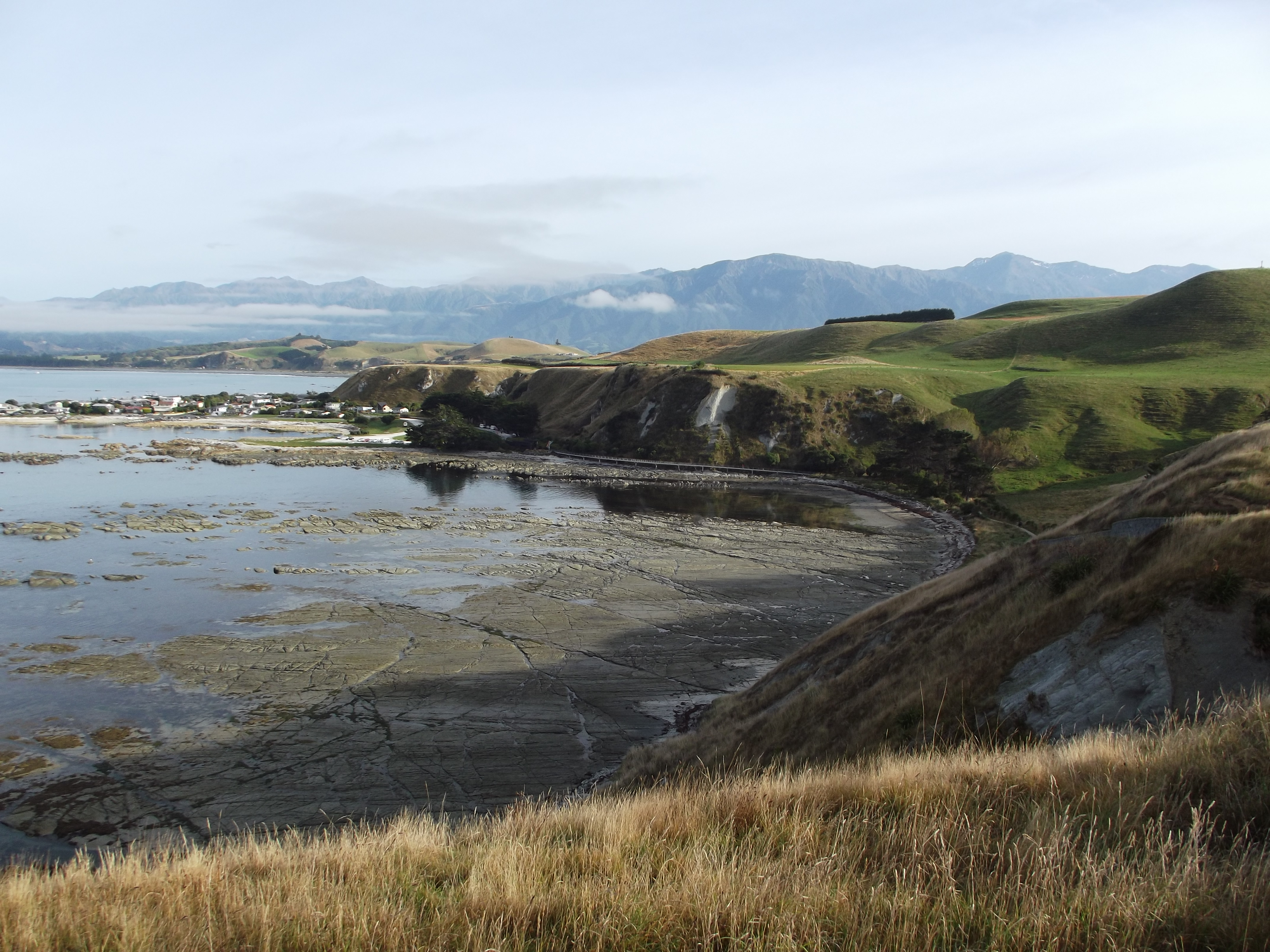
La costa de Kaikoura desde la pasarela de la península

Una serie de leyes gubernamentales contemplan el reconocimiento del Tratado de Waitangi y kaitiakitanga, incluida la Ley de Conservación de 1987, aunque quizás lo más importante sea la Ley de Gestión de Recursos de 1991 (RMA) y sus enmiendas. Bajo la Sección 7 de la RMA, todos los individuos que ejercen funciones y poderes en relación con la gestión del uso, el desarrollo y la protección de los recursos naturales y físicos están obligados a «tener un especial respeto» con el kaitiakitanga, entre otros.
A través de la RMA, el concepto de kaitiakitanga ha recibido una definición legal. Esta definición de kaitiakitanga se dio dentro de la RMA en la sección 2 como «el ejercicio de tutela; y en relación con un recurso, incluye la ética de la administración basada en la naturaleza del recurso en sí». Sin embargo, la oposición a esta definición e interpretación, dio lugar a que se enmendara en la Ley de 1997 sobre la gestión de recursos, para «ejercer la tutela por parte del tāngata whenua de un área de acuerdo con tikanga Maorí en relación con los recursos naturales y físicos; e incluye la ética de la mayordomía». A pesar de esta definición en RMA, es del Papatipu Rūnanga, mantener la autoridad tribal de manawhenua sobre un área o recurso en particular que podrá determinar las características de kaitiakitanga y cómo se expresará esto. Además de la RMA, la Ley de Pesca de Nueva Zelanda de 1996, Parte 9, contempla la gestión tradicional de las pesquerías, sin identificar directamente esta gestión como kaitiakitanga.
Está el papel del Tangata Tiaki / Kaitiaki, quienes son elegidos por los grupos iwi y hapū y nombrados por el Ministerio de Pesca para actuar como guardianes de un área específica.Tangata Tiaki es responsable de otorgar permisos para capturar peces en su área para uso habitual y debe informar estas capturas al Ministerio de Pesca para que se puedan establecer los límites de captura del año siguiente, permitiendo el uso habitual más allá de los límites de la bolsa de pesca recreativa. Puede decidir desarrollar planes de manejo para las pesquerías dentro de sus rōhe para la aprobación del tāngata whenua local. Para los fines de la RMA, estos planes se denominan «Documentos de planificación Iwi», por lo que se exige que estos planes se tengan en cuenta en la planificación de la gestión de recursos. En virtud de la Ley de Pesca, los planes también pueden utilizarse para el desarrollo de medidas de sostenibilidad para esas pesquerías en el rōhe del tāngata whenua. Además, un kaitiaki tiene una doble responsabilidad: en primer lugar, el objetivo de proteger a los maorí; y en segundo lugar, el deber de transmitir el medio ambiente a las generaciones futuras en un estado que sea tan bueno o mejor que el actual.

## Recursos costeros
En virtud de la RMA, todos los que ejercen el poder tienen la mandato obligatorio de reconocer y prever los valores culturales maoríes en todos los aspectos de la gestión de recursos cuando preparan y administran planes regionales y de distrito, esto incluye la Declaración de la Política Costera obligatoria. Existe un requisito dentro de la RMA para que al menos una declaración de política costera de Nueva Zelanda esté vigente en todo momento. Por lo tanto, considerando la kaitiakitanga en la legislación de Nueva Zelanda, se puede explorar la importancia práctica que tenía en la gestión de recursos costeros. En particular, la Política 2 de la Declaración de política costera de Nueva Zelanda de 2010. Esto requiere que los gerentes costeros tengan en cuenta una serie de aspectos relacionados con la preocupación de tāngata cuando están relacionados con el medio ambiente costero. Esto incluye proporcionar tāngata whenua oportunidades para ejercer kaitiakitanga «sobre aguas, bosques, tierras y pesquerías en el ambiente costero». También incluía, entre otras cosas, brindar oportunidades para la participación de los maoríes en la toma de decisiones, como por ejemplo, «tener en cuenta cualquier plan de gestión de recursos de los iwi relevante y cualquier otro documento de planificación relevante reconocido por la autoridad de iwi correspondiente o hapū». Cualquier plan de administración de recursos de iwi debe presentarse con un consejo regional o de distrito relevante. Además, también se requiere que los consejos consideren la asistencia práctica para aquellos iwi o hapū que han indicado su deseo de desarrollar planes de manejo de recursos de iwi.

### Medios
La Ley de Pesca de 1996, en virtud de la Parte 9 y en particular la Sección 186, y el Reglamento de Pesca Aduanera de la Isla Sur de 1999 establecen una serie de medios legales derivados de los métodos tradicionales de kaitiakitanga para la sostenibilidad que pueden aplicar los iwi locales en relación con los derechos de pesca tradicionales y la asistencia iwi local en la gestión sostenible y la protección de sus sitios tradicionales de reunión de mahinga kai.

#### Taiāpure-local de pesca
A taiāpure identifica un área que, como fuente de alimento o por razones espirituales o culturales, ha tenido habitualmente un significado especial para un iwi o hapū. El propósito de reconocer un taiāpure es proporcionar una mejor disposición para reconocer el rangatiratanga y los derechos de pesca garantizados bajo el Artículo 2 del Tratado de Waitangi. El Ministro de Pesca nombra un comité de gestión para un taiāpure y los miembros del comité son nombrados por el tāngata whenua.  El comité de gestión de taiāpure tiene el rol de recomendar regulaciones que permitan la gestión de un área específica para la conservación y gestión de los peces, la vida acuática o las algas en la pesca taiāpure-local y permitir la función de este de acuerdo con las costumbres.
Las regulaciones pueden estar relacionadas con lo siguiente:
- a) las especies de peces, la vida acuática o las algas que pueden capturarse
- b) la cantidad de cada especie que puede capturarse
- c) las fechas o temporadas en que puede capturarse cada especie, los límites de tamaño relativos a cada especie que puede capturarse
- d) el método por el que puede capturarse cada especie
- e) la zona o zonas en las que puede capturarse cada especie.

#### Mātaitai
Los mātaitai son reservas donde el tāngata whenua gestiona toda la pesca no comercial mediante la elaboración de estatutos, que se aplican por igual a todas las personas que hayan sido aprobadas por el Ministerio de Pesca.  Dichas reservas identifican lugares de importancia para la recolección de alimentos habitual, y estas reservas únicamente pueden solicitarse en los caladeros tradicionales, y deben ser áreas de especial importancia para el tāngata whenua. La pesca comercial está prohibida dentro de estas reservas. Tāngata whenua nombra a tānagata tiaki para administrar mātaitai, lo que hace un tāngata tiaki al crear los estatutos.

#### Rahui
Un rāhui es un cierre temporal. La Sección 186 de la Ley de Pesca de 1996 permite un cierre temporal y prevé que la pesca cese o se restrinja en las aguas de Nueva Zelanda de la Isla Sur como parte de la Ley de Resolución de Reclamaciones de Ngāi Tahu de 1998. El propósito de un rāhui es mejorar el tamaño y / o la disponibilidad de las poblaciones de peces, o para reconocer su uso y manejo por tāngata whenua. Sin embargo, según la Sección 186b de la Ley de Pesca de 1996, un cierre temporal puede no estar en vigor más de 2 años después de la fecha de su notificación, pero el rāhui puede extenderse más allá del período de dos años. Un rahui puede solicitarse y colocarse para temporadas, meses, semanas, días o fechas en particular

## Casos de estudios

### Kaikoura
Kaikoura es una pequeña comunidad en la costa este de la isla Sur de Nueva Zelanda con una larga historia de uso de recursos costeros y sigue siendo un componente importante de la identidad del tāngata whenua local. Ngāti Kuri, uno de los 18 Ngāi Tahu, tiene una mayor capacidad para desarrollar una estrategia de gestión comunitaria local, incorporando valores socioculturales junto con los de la biofísica. Esto se ha hecho en cooperación con el gobierno, las partes interesadas de la pesca y las agencias comunitarias. Hay una serie de problemas en los valores de tāngata whenua, incluidos los problemas de calidad del agua que afectan al kai moana que enfrenta esta Rūnanga que se deriva del turismo, la pesca y otros usos de los recursos.

#### Progreso en Kaitiakitanga
Con el fin de proporcionar un marco para que Rūnanga aplique efectivamente valores y políticas de valores humanos a los recursos naturales y la gestión ambiental en el área, el Consejo de Kaikoura ha desarrollado la Oficina de Toha Raumati: El Consejo del Plan de Gestión Ambiental de Kaikoura (The Poha). El plan entró en vigencia a partir de 2005. El Poha proporciona una declaración escrita que consolida los valores, el conocimiento y las perspectivas de Ngāti Kuri sobre los recursos naturales y las cuestiones de gestión ambiental, incluida la zona marina costera, y es una expresión de kaitiakitanga.
El plan tiene una serie de propósitos declarados: describir los valores que sustentan la relación entre Ngāti Kuri y el medio ambiente natural, identificar los problemas principales asociados con la gestión de recursos naturales y medio ambiente dentro del takiwā, articular las políticas y pautas de gestión de Te Rūnanga o Kaikoura para Los recursos naturales y la gestión ambiental, incluido el medio ambiente costero, y para proporcionar continuidad entre el pasado, el presente y el futuro. Todos estos propósitos están diseñados para ser vistos y ser consistentes con los valores de Ngāti Kuri.
Además, el propósito declarado de este plan es proporcionar una herramienta para Te Rūnanga o Kaikoura no únicamente para aplicar de manera efectiva y proactiva los valores de Ngāti Kuri al manejo de los recursos naturales, wāhi tapu y wāhi taonga, sino también para brindar asistencia a los territorios locales y territoriales. y que las autoridades nacionales comprendan los valores y perspectivas de Ngāti Kuri y cumplan con sus obligaciones legales en virtud de la Ley de Gestión de Recursos de 1991, la Ley de Conservación de 1987 y otras leyes ambientales.

#### Estrategia Marina Kaikoura
Además del Plan de Manejo Ambiental, existe la Estrategia Marina Kaikoura desarrollada por los Guardianes Marinos Costeros Kaikoura, y actualmente se encuentra en forma de propuesta. La membresía Te Korowai no es únicamente la de Te Rūnanga o Kaikoura, sino también las organizaciones locales involucradas en diferentes niveles de responsabilidad, como Te Rūnanga o Ngāi Tahu y el Consejo del Distrito de Kaikoura y varios ministerios gubernamentales interesados y grupos de interés. Es esta inclusión de organizaciones locales, regionales y nacionales la que fortalece las oportunidades para que los valores de Ngāti Kuri y los principios de kaitiakitanga se respalden en cualquier implementación propuesta en el entorno costero con frecuencia polémico social y políticamente. Basada en el conocimiento local y la mejor ciencia disponible, la Estrategia Marina de Kaikoura tiene una visión formada en torno a cuatro resultados y «cuatro acciones de implementación transversales». Estos resultados son la pesca de abundancia, la protección de los tesoros locales, la vida sostenible y el mantenimiento de las prácticas habituales con acciones de implementación que involucran la comprensión, la gobernanza, el cumplimiento, el monitoreo y la revisión.

#### Cuestiones y medidas
Para la whenua tāngata de esta zona costera ha habido preocupación por la prevalencia del mercado negro y la caza furtiva de pescado y otros mariscos en la zona de Kaikoura, debido a las presiones de la combinación de pescadores recreativos, comerciales y consuetudinarios que agotan las poblaciones de peces, se propuso una veda temporal de la sección 186b como una forma de rāhui que se colocó en el área del arrecife Waiōpuka de la Península de Kaikoura. Este rahui ha sido renovado tres veces y ha tenido mucho éxito.

## Uso más amplio del término Kaitiaki
El término kaitiaki se usa cada vez más en Nueva Zelanda para roles más amplios de administración fiduciaria o tutela, especialmente en organizaciones del sector público, como demuestran estos ejemplos:
- Una propuesta de «Governance-Kaitiaki group» para supervisar la autenticación electrónica del gobierno.[16]
- El Defensor del Pueblo de Nueva Zelanda es elNga Kaitiaki Mana Tangata en idioma maorí.[17]
- El papel del tutor en la gestión del proyecto de software Koha.